# Репинецкий сельский совет
Репинецкий сельский совет (укр. Ріпинецька сільська рада) — входит в состав
Бучачского района
Тернопольской области
Украины.
Административный центр сельского совета находится в 
с. Репинцы.

## История
- 1945 — дата образования.

## Населённые пункты совета
- с. Репинцы
- с. Помирцы